# Emily Silver

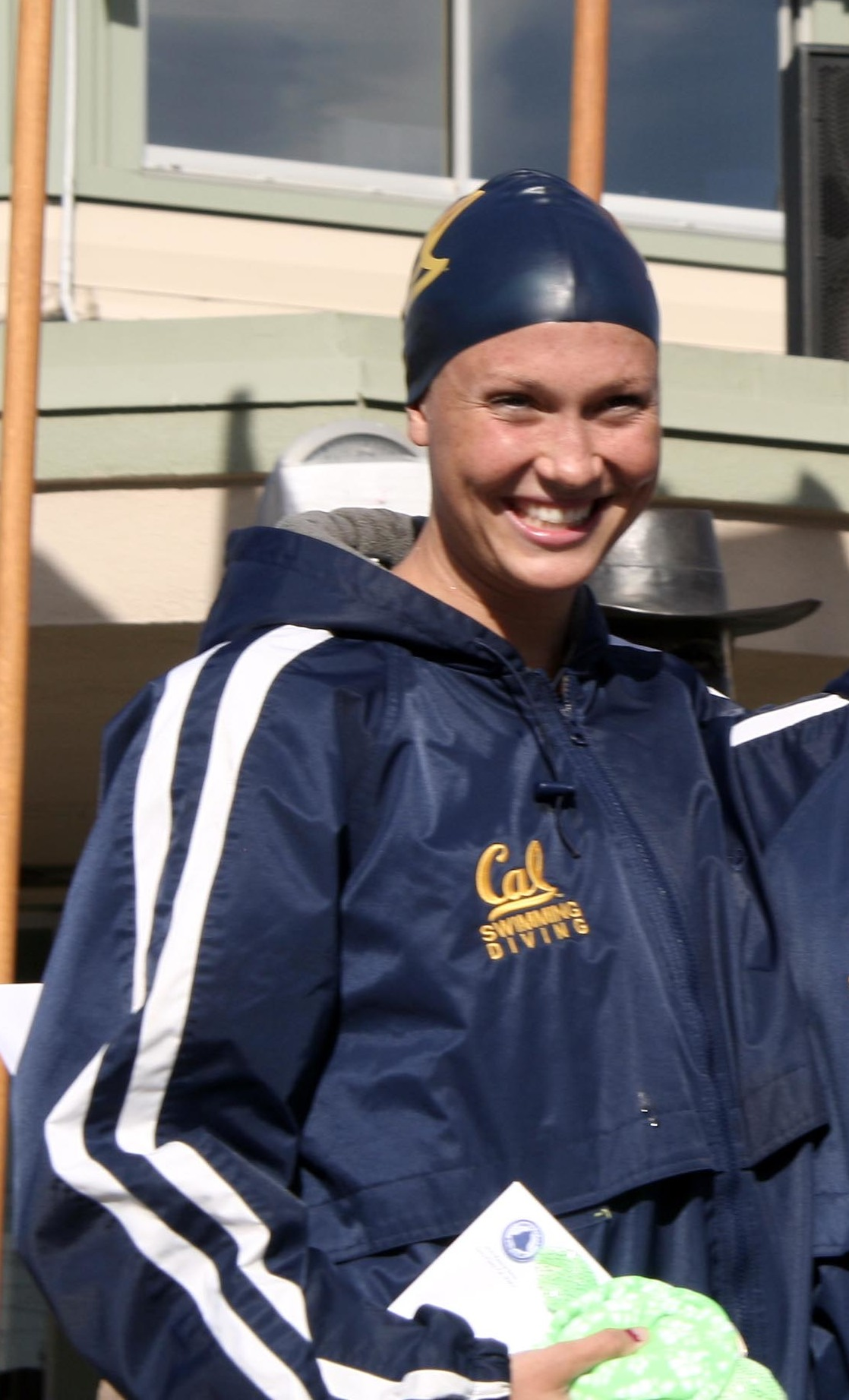
Emily Silver 2007 in Santa Clara

Emily Susan Silver (* 9. Oktober 1985 in Saint Petersburg, Florida) ist eine ehemalige Schwimmerin aus den Vereinigten Staaten. Sie gewann bei Olympischen Spielen eine Silbermedaille. Bei Weltmeisterschaften erschwamm sie eine Bronzemedaille auf der 50-Meter-Bahn und eine Silbermedaille auf der 25-Meter-Bahn.

## Sportliche Karriere
Emily Silver studierte an der University of California, Berkeley und schwamm für deren Sportteam.
Bei den Weltmeisterschaften 2005 in Montreal erreichte die 4-mal-100-Meter-Freistilstaffel mit Kara Lynn Joyce, Emily Silver, Mary Descenza und Lacey Nymeyer das Finale mit der fünftschnellsten Zeit. Im Endlauf waren Natalie Coughlin, Kara Lynn Joyce, Lacey Nymeyer und Amanda Weir dreieinhalb Sekunden schneller als die Vorlaufstaffel und belegten den dritten Platz hinter den Australierinnen und den Deutschen. Wie seit 1984 üblich erhielten alle sechs beteiligten Schwimmerinnen aus den Vereinigten Staaten eine Bronzemedaille. 2007 bei der Universiade in Bangkok gewann Silver Gold mit der 4-mal-100-Meter-Freistilstaffel und Silber mit der 4-mal-100-Meter-Lagenstaffel.
Im April 2008 bei den Kurzbahnweltmeisterschaften in Manchester belegte Emily Silver den achten Platz über 100 Meter Freistil und über 200 Meter Lagen. Die 4-mal-100-Meter-Freistilstaffel mit Jessica Hardy, Rachel Komisarz, Emily Silver und Kara Denby erreichte den fünften Platz. Für ihren Vorlaufeinsatz in der 4-mal-100-Meter-Lagenstaffel erhielt Silver eine Silbermedaille. Vier Monate später bei den Olympischen Spielen in Peking erreichte die 4-mal-100-Meter-Freistilstaffel mit Kara Lynn Joyce, Julia Smit, Emily Silver und Lacey Nymeyer den Endlauf mit der drittbesten Vorlaufzeit. Im Finale schwammen Natalie Coughlin, Lacey Nymeyer, Kara Lynn Joyce und Dara Torres über drei Sekunden schneller als die Vorlaufstaffel und schlugen als Zweite nach den Niederländerinnen an.